# Arai Tatsunori
Tatsunori Arai (sinh ngày 22 tháng 12 năm 1983) là một cầu thủ bóng đá người Nhật Bản.

## Sự nghiệp câu lạc bộ
Tatsunori Arai đã từng chơi cho Consadole Sapporo, Shizuoka FC, Sagan Tosu, JEF United Chiba và Shonan Bellmare.